# Rob Swope
George Robert "Rob" Swope (Washington, 2 december 1926 - aldaar, 9 januari 1967) was een Amerikaans jazz-trombonist.
Swope, broer van Earl Swope, speelde met Buddy Rich (1947), Chubby Jackson (1948-1949), Gene Krupa (1949-1950) en Elliot Lawrence. In het begin van de jaren vijftig had hij een eigen trio en was hij lid van The Orchestra, een band die Charlie Parker (1953) en Dizzy Gillespie (1955) begeleidde. In de tweede helft van de jaren vijftig was hij actief in New York, waar hij onder meer speelde met Boyd Raeburn, Claude Thornhill, Jimmy Dorsey en Louie Bellson. In de jaren zestig werkte hij weer in Washington, vaak als leider.